# Thiên hà bất thường

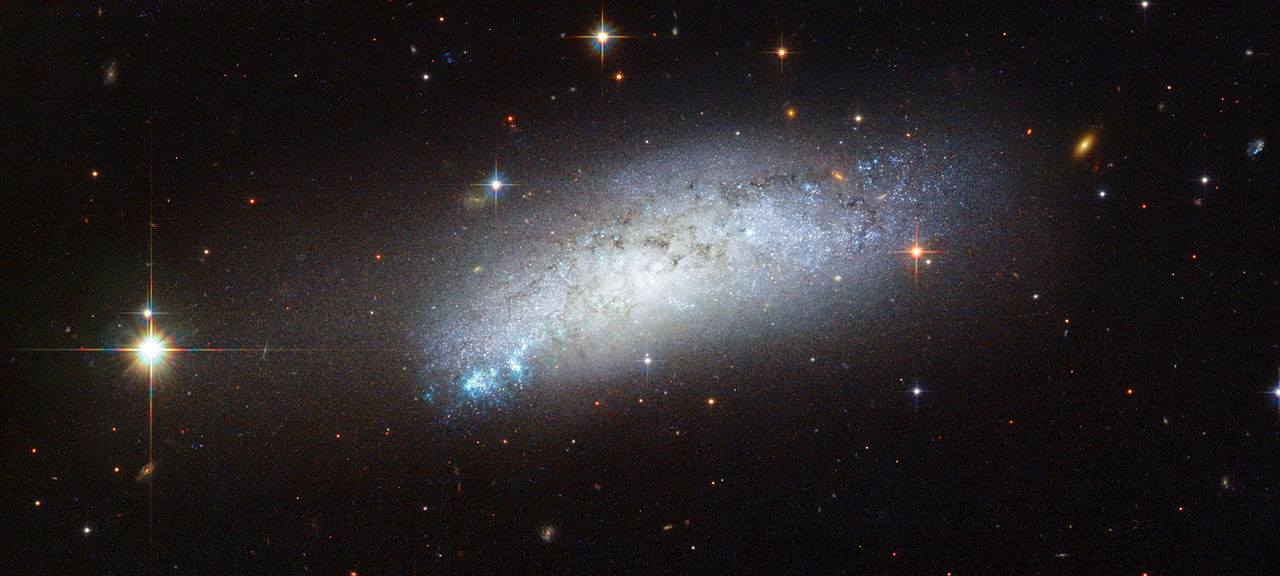
ESO 162-17

Thiên hà bất thường là tên của một loại thiên hà có kích thước, hình dạng hoặc có cấu tạo, thành phần bất thường. Những thiên hà mà chúng ta đã biết thì có đến 5 đến 10 phần trăm chúng được phân vào loại bất thường. Các nhà thiên văn học xếp chúng vào hai nhóm chính, là loại thiên hà tương tác lãn nhau và thiên hà có nhân hoạt động tích cực.
Một khi 2 thiên hà tiến đến gần nhau thì sẽ bị lực hấp dẫn của nhau tương tác qua lại để rồi tạo nên những hình thù bất thường. Thuật ngữ thiên hà bất thường và thiên hà tương tác lẫn nhau thì được xem như là cùng một nghĩa. Lí do đơn giản là vì phần lớn các thiên hà bất thường được xác định thì đều là do lực hấp dẫn tác động.

## Hình thành
Nhiều nhà khoa học đưa ra giả thuyết rằng các thiên hà bất thường được hình thành sau sự va chạm của 2 hoặc nhiều thiên hà khác. Hạt nhân của các thiên hà bất thường có khuynh hướng hoạt động mãnh liệt hơn những thiên hà bình thường khác. Điều ấy cho ta thấy được rằng chúng chứa những lỗ đen siêu khối lượng
Nghiên cứu về những thiên hà này có thể cho ta sự hiểu biết sâu sắc về các loại thiên hà và tìm ra được những thông tin hữu ích về sự hình thành và tiến hóa của các thiên hà.